# ニュルンベルクの戦い (サッカー)
ニュルンベルクの戦い（英: Battle of Nuremberg、葡: Batalha de Nuremberga）あるいはニュルンベルクの虐殺（蘭: Slag van Neurenberg）は、2006年6月25日にドイツ・ニュルンベルクのフランケンシュタディオンで行われた2006 FIFAワールドカップラウンド16・ポルトガル対オランダの試合の通称。
この試合は、FIFAワールドカップ史上最多となる16枚のイエローカード（ポルトガルに9枚、オランダに7枚）が提示され、両チームそれぞれ2人の選手が二度の警告を受けて退場となる（カード枚数はレッドカードを合わせて累計20枚）、激しい展開となったことで知られる。

## 試合前
ポルトガルとオランダがFIFAワールドカップ本大会で対戦するのはこれが初めてで、両者はポルトガルで開催されたUEFA EURO 2004準決勝（2004年6月30日）以来の対戦で、この時は2-1でポルトガルが勝利している。この時はポルトガルにイエローカード3枚、オランダにイエローカード2枚が提示されたものの、そこまで荒れた展開と呼べるものではなかった。

## 試合経過

### 前半
試合は立ち上がりから荒れ模様となり、2分にはマルク・ファン・ボメルにこの試合最初のイエローカードが提示される。7分にはポルトガルFWクリスティアーノ・ロナウドがオランダDFハリド・ブラールズから受けたタックルにより太腿を負傷（このブラールズのファウルについて、ロナウドは「自分を負傷させるための意図的なもの」と主張している）、しばらくプレーを続行するものの33分に交代を余儀なくされる。23分にポルトガルがマニシェのゴールで先制点を上げるとコスチーニャがフィリップ・コクーを挑発してイエローカードを提示され、前半終了間際にはコスチーニャがハンドの反則を取られて2枚目のイエローカードを提示され、両チーム合わせて最初の退場者となった。

### 後半
後半に入っても試合が落ち着く様子はなく、後半5分には後半から出場したポルトガルMFプティにイエローカードが提示され、更にその5分後にはポルトガルMFルイス・フィーゴがオランダMFマルク・ファン・ボメルに頭突きをしたことで小競り合いが生じ、フィーゴとオランダDFジョバンニ・ファン・ブロンクホルストにそれぞれイエローカードが提示される。フィーゴの頭突きについて、ポルトガル代表監督のルイス・フェリペ・スコラーリは「イエス・キリストはもう一方の頬を向けることができるかもしれないが、ルイス・フィーゴはイエス・キリストではない」とフィーゴの行動を擁護した。
後半18分にはオランダDFハリド・ブラールズがフィーゴとのタッチライン際での競り合いの中で肘打ちを行ったとして、2枚目のイエローカードが提示されて退場。この際、ブラールズやオランダDFアンドレ・オーイェル、さらにはポルトガルのベンチ陣も加わる小競り合いとなり、第4審のマルコ・ロドリゲスが仲裁に入らざるを得なくなる程であった（この騒動の間には新たなイエローカードは提示されていない）。
後半28分にはオランダがリスタートのボールを紳士協定に反してポルトガルにボールを返さなかったことで小競り合いが生じ、ポルトガルMFデコがオランダDFヨン・ハイティンハを追いかけて後ろから倒し、さらにはオランダMFヴェスレイ・スナイデルがポルトガルMFプティを地面に押し倒してデコとスナイデルの2人にイエローカードが提示される。さらにオランダFWラファエル・ファン・デル・ファールトは主審への異議により続けてイエローカードを受ける。
後半31分にはポルトガルGKリカルドが遅延行為で、ポルトガルDFヌーノ・ヴァレンテはファウルによりそれぞれイエローカードを受け、後半33分にはファウル後のリスタート時にデコがボールを離さなかったことで遅延行為を取られて2枚目のイエローカードを提示され、この試合3人目の退場処分となる。
後半ロスタイムにはオランダDFファン・ブロンクホルストがティアゴ・メンデスへのファウルにより2回目の警告で退場した。最終的に試合はそのままタイムアップを迎え、1-0でポルトガルが勝利した。

### 詳細
| ポルトガル    | 1 – 0    | オランダ |
| ------------- | -------- | -------- |
| マニシェ 23分 | レポート |          |

| ポルトガル | オランダ |

| GK                           | 1  | リカルド                   | 76分        |      |
| RB                           | 13 | ミゲル                     |             |      |
| CB                           | 5  | フェルナンド・メイラ       |             |      |
| CB                           | 16 | リカルド・カルヴァーリョ   |             |      |
| LB                           | 14 | ヌーノ・ヴァレンテ         | 76分        |      |
| CM                           | 6  | コスチーニャ               | 31分 45+1分 |      |
| CM                           | 18 | マニシェ                   | 20分        |      |
| RW                           | 7  | ルイス・フィーゴ           | 60分        | 84分 |
| AM                           | 20 | デコ                       | 73分 78分   |      |
| LW                           | 17 | クリスティアーノ・ロナウド |             | 34分 |
| CF                           | 9  | パウレタ                   |             | 46分 |
| 交代出場:                    |    |                            |             |      |
| FW                           | 11 | シモン                     |             | 34分 |
| MF                           | 8  | プティ                     | 50分        | 46分 |
| MF                           | 19 | ティアゴ                   |             | 84分 |
| 監督:                        |    |                            |             |      |
| ルイス・フェリペ・スコラーリ |    |                            |             |      |

| GK                       | 1  | エトヴィン・ファン・デル・サール       |             |      |
| RB                       | 3  | ハリド・ブラールズ                     | 7分 63分    |      |
| CB                       | 13 | アンドレ・オーイェル                   |             |      |
| CB                       | 4  | ヨリス・マタイセン                     |             | 56分 |
| LB                       | 5  | ジョバンニ・ファン・ブロンクホルスト   | 59分 90+5分 |      |
| RM                       | 18 | マルク・ファン・ボメル                 | 2分         | 67分 |
| CM                       | 20 | ヴェスレイ・スナイデル                 | 73分        |      |
| LM                       | 8  | フィリップ・コクー                     |             | 84分 |
| RF                       | 17 | ロビン・ファン・ペルシ                 |             |      |
| CF                       | 7  | ディルク・カイト                       |             |      |
| LF                       | 11 | アリエン・ロッベン                     |             |      |
| 交代出場:                |    |                                        |             |      |
| MF                       | 10 | ラファエル・ファン・デル・ファールト   | 74分        | 56分 |
| DF                       | 14 | ヨン・ハイティンハ                     |             | 67分 |
| FW                       | 19 | ヤン・フェネホール・オフ・ヘッセリンク |             | 84分 |
| 監督:                    |    |                                        |             |      |
| マルコ・ファン・バステン |    |                                        |             |      |

| マン・オブ・ザ・マッチ マニシェ 副審 ニコライ・ゴルベフ エフゲニー・ヴォロニン 第4の審判員 マルコ・ロドリゲス 第5の審判員 ホセ・ルイス・カマルゴ |

## 試合後の余波
試合後、国際サッカー連盟 (FIFA) 会長のゼップ・ブラッターは主審のワレンチン・イワノフについて、（審判としてのレベルが低く）自身にイエローカードが出されるべきだと批判した。ただし、ブラッターは後にこの発言が行き過ぎたものだと謝罪したが、FIFAはイワノフに対し以降の試合割り当てを行わないことを明らかにした。
ポルトガル監督のルイス・フェリペ・スコラーリは試合翌日、今回の試合で退場となったMFデコへの2枚のイエローカードのうち、1枚目は不当であると主張し、退場により出場停止となるイングランドとの準々決勝への出場をFIFAに求めた。次の試合に彼の姿はなかったが負傷退場したロナウドの具合は深刻なものではなく、出場した。決勝点を挙げたマニシェも「主審はフットボールを尊ばなかった。退場処分は正当なものではなかったと思う。」と述べた。イギリスの大手紙・ガーディアンはロシア出身のイワノフ主審がポルトガルに厳しかったのは今大会の予選でポルトガルがロシアに7-1で大勝した事も遠因ではないかととも言及した。
ポルトガルはデコとコスチーニャの2名を退場に伴うペナルティで欠く苦しい事情ながらも次の準々決勝イングランド戦に勝利し、1966年イングランド大会の3位に次ぐ好成績となる4位で今大会を終えた。